# アベマ倍速ニュース
アベマ倍速ニュース（アベマばいそくニュース）は、2019年10月7日から2020年4月10日までと2020年6月8日からインターネットテレビ局ABEMA内ABEMA NEWSにて平日19時から配信されている報道・ニュース番組。

## 概要
「AbemaNewsチャンネル」におけるストレートニュース強化を目的に平日夜帯に設置された生配信番組。ニュース映像は同日夕方に地上波で放送された「スーパーJチャンネル」を再利用。
Abemaビデオにおいてネットニュースが倍速機能で視聴されることが多いことからニュース映像はすべて1.5倍速に濃縮配信。ヘッドラインニュースを手早く効率的に伝え、深掘り議論をテーマにする『ABEMA Prime』につなげる。
その一方でコメンテーターを視聴者と設定し、ニュースで話題に上がったテーマをもとにアナウンサーと視聴者とのラジオ的なやり取りを番組の見どころともしている。
番組枠自体は19時から21時までの2時間であるが生配信は前半1時間のみで、後半1時間は前半部分のリピート配信。収録スタジオはテレビ朝日本社内・65スタジオ。
2020年4月14日以降は配信されず、通常のAbemaNews枠となり放送休止状態だったが同年6月8日より再開される。

## 出演者
松葉以外、テレビ朝日アナウンサー。

### MC

#### 現在
- 三谷紬（月曜日）※2021年9月まで水曜も担当
- 紀真耶
  - （金曜日）※2020年4月から2020年6月
  - （火曜日）※2021年4月より
- 本間智恵（水曜日）※2021年10月6日より[4]
- 大西洋平（木曜日）※2020年10月より
- 寺川俊平（金曜日）※2020年10月より

#### 過去
|            |           | 月     | 火       | 水       | 木         | 金         |
| ---------- | --------- | ------ | -------- | -------- | ---------- | ---------- |
| 2019年10月 | 2020年3月 | 三谷紬 | 住田紗里 | 三谷紬   | 住田紗里   | 下平さやか |
| 2020年4月  | 2020年6月 | 三谷紬 | 住田紗里 | 三谷紬   | 下平さやか | 紀真耶     |
| 2020年6月  | 2020年9月 | 三谷紬 | 住田紗里 | 三谷紬   | 下平さやか |            |
| 2020年10月 | 2021年3月 | 三谷紬 | 住田紗里 | 三谷紬   | 大西洋平   | 寺川俊平   |
| 2021年4月  | 2021年9月 | 三谷紬 | 紀真耶   | 三谷紬   | 大西洋平   | 寺川俊平   |
| 2021年10月 | 現在      | 三谷紬 | 紀真耶   | 本間智恵 | 大西洋平   | 寺川俊平   |

### 気象予報士
- 松葉三佳

## スタッフ
- 制作：AbemaNEWS